# Comté de Kakamega
Pour les articles homonymes, voir Kakamega (homonymie).
Le comté de Kakamega est un des quatre comtés de l'ancienne province occidentale du Kenya. Son chef-lieu est Kakamega. Il est peuplé par les Luyia, ainsi que par des Luo dans sa partie sud. Il abrite la dernière forêt tropicale primaire du pays : la forêt de Kakamega (en anglais : Kakamega forest).

## Histoire
Le comté a été créé le 4 août 2010, au moment du référendum sur la nouvelle Constitution kenyane. Il a cependant fallu attendre le 28 mars 2013 pour la pérennisation[pas clair] de ses pouvoirs législatifs et exécutifs.

## Toponymie
Le nom proviendrait de l'expression luyia akamekha signifiant « il l'a bien fabriqué ». Lorsque les Anglais sont arrivés sur le site de l'actuelle ville de Kakamega, ils furent invités à partager le repas des villageois. Ce repas comportait, entre autres, de l’ugali qu'un des invités européens réussit spontanément à manipuler pour en extraire une boulette individuelle consommable. Les villageois se seraient alors écriés akamekha ! que les Anglais ont compris comme « kakamega ».

## Géographie, géologie et hydrographie
Le comté est bordé à l'ouest par les comtés de Siaya et de Busia, au nord par les comtés de Bungoma et de Trans Nzoia, à l'est par les comtés d'Uasin Gishu et de Nandi et, enfin au sud par celui de Vihiga.
Le point culminant est le mont Lirhanda à 1 729 m (0° 13′ 04″ N, 34° 53′ 46″ E) tandis que le moins élevé est le lieu où la rivière Nzoia quitte le comté pour celui de Siaya à 1 232 m d'altitude (0° 17′ 07″ N, 34° 24′ 49″ E).

## Climat
Les températures varient entre 10,3 et 30,8 °C avec une moyenne annuelle de 20,5 °C. La pluviométrie annuelle varie entre 1 250 et 1 750 mm.

## Population
La superficie totale est de 3 051,2 km2. Cette surface pour 1 660 651 habitants donne une densité réelle de peuplement de 455,7 hab./km2.
Lors du dernier recensement national de 2009, cette population était composée de 355 679 familles, soit une moyenne de 4,67 personnes par famille et constituée par 800 989 personnes de sexe masculin et 859 662 personnes de sexe féminin.
La distribution des âges se répartit en 46,6 % de 0-14 ans, 49,7 % de 15-64 ans et en 3,6 % de 65 ans et plus.

## Situation sanitaire
Le comté possède à Kakamega un important hôpital public (dénomination jusqu'en 2012 : Western Provincial General Hospital), onze hôpitaux publics plus petits, 101 dispensaires, 40 centres de santé de proximité, 43 cliniques privées et une maternité. 116 médecins sont actifs, soit un pour 14 246 habitants.
La mortalité infantile est de l'ordre de 122,5 pour 1 000 naissances tandis que la mortalité juvénile est de 63,9 pour 1 000. Les principales maladies rencontrées sont le paludisme, les diarrhées, les infections dermatologiques et les affections des voies respiratoires.

## Enseignement
Selon le rapport annuel Statistical Abstract 2010 édité par le Kenya National Bureau of Statistics (KNBS),  (ISBN 9966-767-24-X) et concernant l'année 2009, le comté compte :
- 507 169 enfants scolarisés dans 460 écoles de l'enseignement primaire avec un ratio, dans les écoles publiques, de 1 instituteur pour 51 élèves ;
- 18 320 étudiants dans 145 établissements de l'enseignement secondaire avec un ratio, dans les écoles publiques, de 1 professeur pour 26 étudiants.

## Économie

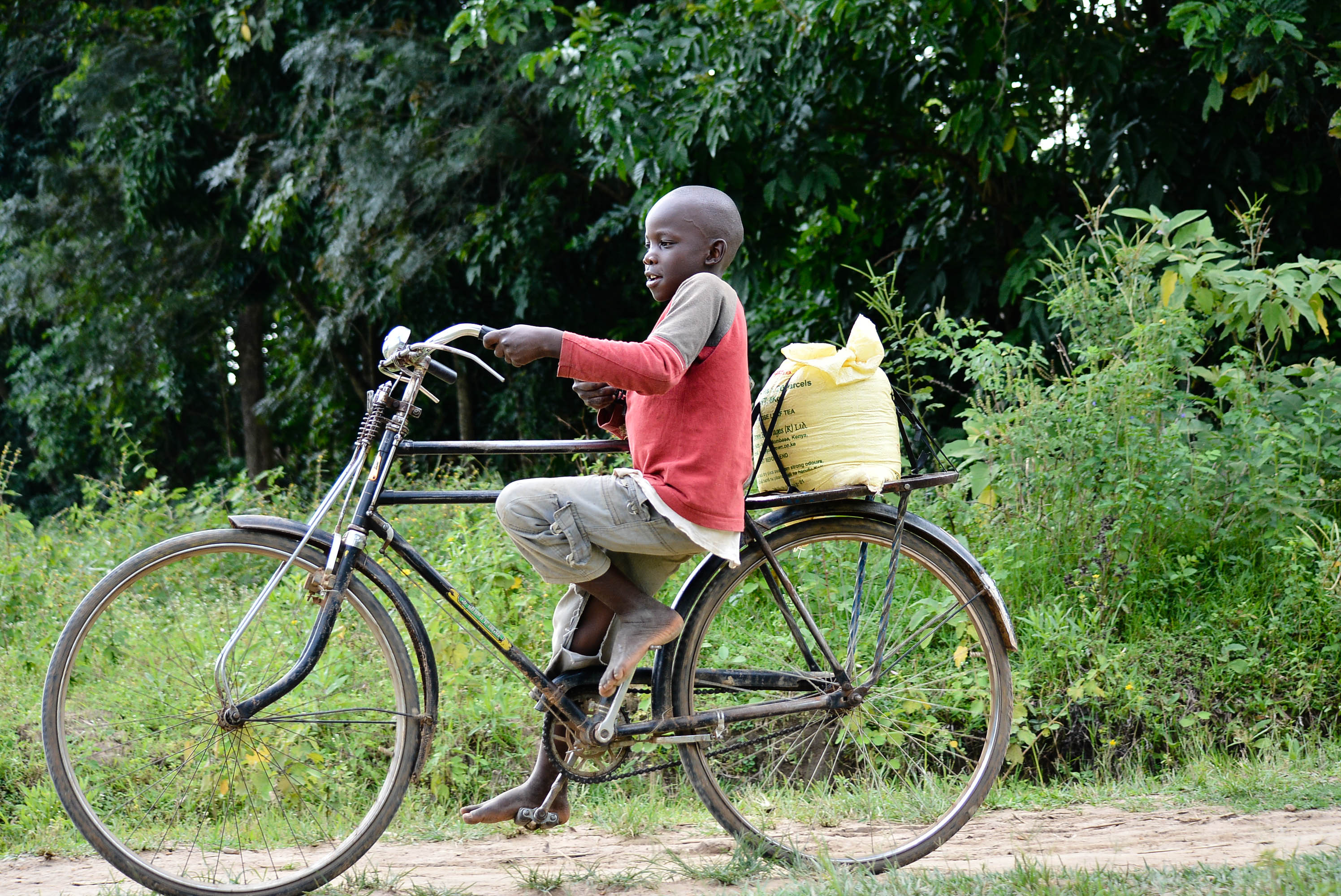
Jeune garçon transportant du maïs moulu à Munami.

Les principales activités sont agricoles avec la culture du maïs, du théier, du millet, l'élevage de vaches laitières et surtout la culture sur de grandes surfaces puis la transformation de la canne à sucre. Les ressources naturelles sont constituées par l'exploitation de la forêt et par l'extraction artisanale d'or. Le comté compte cinq banques commerciales et trois institutions de microcrédit.
L'indice de pauvreté, aussi bien en milieu urbain que rural, est de 57 % et le ratio de dépendance économique est 100 dépendants pour 101 productifs.

## Structure sociétale

### Structure exécutive et législative
Depuis le 28 mars 2013, et consécutivement aux élections générales du 4 mars 2013, le comté (County), comme tous les autres comtés du Kenya, est semi-autonome par rapport au gouvernement central. L'entité peut lever des impôts ou adopter des règlements locaux (par ex. : urbanisme, police) ainsi que gérer les ressources naturelles, humaines et les infrastructures pour autant que la décision ne soit pas contraire ni à la Constitution ni aux Lois de l'État. L'autorité exécutive du comté est responsable des moyens qui lui sont apportés par l'exécutif national.
L'autorité exécutive comportera un gouverneur, un vice-gouverneur et dix autres membres. Le gouverneur actuel est Iffe Opanarya (ODM)
L'assemblée locale est constituée de 97 élus (un par Ward, « autorité locale ») auxquels il faut ajouter le Président ex officio de l'assemblée locale (Chairman of the County Cuncil).

### Structure administrative
Le comté est divisé, depuis 2009, en neuf districts (wilaya) eux-mêmes partagés en divisions administratives (tarafa), elles-mêmes divisées en localités (Mtaa) et, enfin, ces dernières en quartiers (Kijiji) :
- district de Butere, chef-lieu Butere ;
- district d'Ikolomani, chef-lieu Ikolomani ;
- district de Khwisero, chef-lieu Kisa ;
- district de Lugari, chef-lieu Lugari ;
- district de Lurambi, chef-lieu Kakamega ;
- district de Malava, chef-lieu Malava ;
- district de Matungu, chef-lieu Koyonzo ;
- district de Mumias, chef-lieu Mumias ;
- district de Shinyalu, chef-lieu Shinyalu.

Depuis les élections générales du 4 mars 2013, les districts ne sont plus gérés par l'exécutif national mais bien par l'exécutif local du comté.

### Structure électorale
Depuis 1988, le comté est constitué de neuf circonscriptions électorales (Constituencies). Chacune des circonscriptions, qui sont, depuis 2010, territorialement équivalentes aux districts, est représenté par un député (Member of Parliament ou MP) à l'Assemblée nationale qui compte actuellement
351 membres. Depuis 2013, le comté compte trois circonscriptions supplémentaires, soit douze au total.
Durant l'élection législative du 4 mars 2013, les électeurs du comté ont aussi, pour la première fois, élu leur représentant au Sénat. Celui-ci est Bonny Khalwale (UDF).

## Localités et autres lieux du comté
- Kakamega, chef-lieu du comté, du district de Lurambi et de l'ancienne province occidentale ;
- Mumias, chef-lieu du district de Mumias ;
- rivière Nzoia ;
- rivière Yala ;
- Crying stone à Ilesi (3 km au sud de Kakamega), rocher de quartzite haut de 40 m. Il fait partie des roches qui « pleurent » répertoriées dans la région. Quelle que soit l'aridité de la saison, de l'eau sourd en permanence de sa base[7].
- Réserve nationale de la forêt de Kakamega

## Personnalités liées au comté
- Amina Mohamed, ministre des Affaires étrangères du Kenya et première femme à occuper ce poste dans son pays ;
- Peter Shitawa Mumia II, est le roi (Nabongo), depuis 1971, du royaume de Wanga, le seul royaume qui ait jamais été reconnu par les colonisateurs britanniques au Kenya ;
- Maurice Michael Otunga, fut évêque des diocèses de Kisumu et de Kisii puis cardinal à l'archevêché de Nairobi ;
- Effie Owuor, est la première kényane à devenir juge à la Haute cour (High Court) et ensuite à la Cour d'appel (Court of Appeal).
- Rachel Ruto, Première Dame du Kenya, est née dans le comté, à Likuyani